# Grace Jale
Grace Joana Ella Jale (* 10. April 1999 in Auckland) ist eine neuseeländisch-fidschianische Fußballspielerin.

## Karriere

### Klub
Sie spielte bis 2018 für die Schulmannschaft der Mt Albert Grammar School und war auch für die erste Mannschaft der Eastern Suburbs aktiv. Im August 2018 wurde ihr ein Vertrag beim tschechischen Klub Sparta Prag angeboten. Im November des Jahres schloss sie sich in den USA aber der College-Mannschaft Wake Forest Demon Deacons an.
Zur Saison 2021/22 schloss sie sich dem neu gegründeten A-League-Team von Wellington Phoenix an. Nach einer erfolgreichen Debütsaison, schloss sie sich zur Saison 2022/23 ligaintern dem Franchise Canberra United an.

### Nationalmannschaft
Im Oktober 2016 nahm sie mit der U17-Nationalmannschaft an der Weltmeisterschaft 2016 teil. Der U20-Nationalmannschaft gehörte sie im November des Jahres auch dem Kader für die Weltmeisterschaft an und kam in allen Spielen zum Einsatz. Bei der U20-Weltmeisterschaft 2018 kam sie in allen Spielen über 90 Minuten zum Einsatz.
Ihr Debüt für die A-Nationalmannschaft hatte sie am 19. November 2018 beim 11:0-Auftaktsieg bei der Ozeanienmeisterschaft 2018.
Am 30. Juni wurde sie für den Kader der Mannschaft bei der Weltmeisterschaft 2023 nominiert. Ihr erstes Turnierspiel bestritt sie am 25. Juli in Wellington im zweiten Spiel der Gruppe A bei der 0:1-Niederlage gegen die Nationalmannschaft der Philippinen, woraufhin ihr Einsatz im dritten Gruppenspiel folgte und sie mit ihrer Mannschaft nach der Vorrunde ausschied.